# Letis buteo
Letis buteo là một loài bướm đêm trong họ Erebidae.